# Chlapec, který věděl příliš mnoho
Chlapec, který věděl příliš mnoho (v anglickém originále The Boy Who Knew Too Much) je 20. díl 5. řady (celkem 101.) amerického animovaného seriálu Simpsonovi. Scénář napsal John Swartzwelder a díl režíroval Rich Moore. V USA měl premiéru dne 5. května 1994 na stanici Fox Broadcasting Company a v Česku byl poprvé vysílán 17. prosince 1995 na stanici ČT1.

## Děj
Ve Springfieldu je slunečný den a Bartovi se nelíbí, že jde v tak krásný den do školy, a tvrdí, že se k nim chovají jako k vězňům. Líza se snaží Bartovi vysvětlit, že se k nim škola chová jako k vězňům, když v tom se objeví Otto, který řídí vězeňský autobus kvůli poruše toho standardního. Aby toho nebylo málo, musí žáci sedět na nových židlích, které jsou velmi nepohodlné. Paní Krabappelová oznámí, že vyučování skončí o dvě hodiny později než obvykle, protože někdo manipuloval s hodinami v její třídě. Neví, že viníkem je Bart. Ten je naštvaný, že bude ve třídě déle, a tak zfalšuje omluvenku, ve které tvrdí, že je objednaný k zubaři, aby mohl vynechat školu. Ředitel Skinner je přesvědčen, že poznámka je zfalšovaná, a pronásleduje Barta po Springfieldu (podobně jako ve filmu Terminátor). Když se ho Skinner chystá zahnat do kouta, Bart naskočí do projíždějícího kabrioletu, který řídí Freddy Quimby, synovec starosty Quimbyho. 
Při obědě je Freddymu naservírována polévka, ale on se vysměje číšníkovi, že vyslovuje polévku s francouzským přízvukem, a požaduje, aby ji vyslovoval s bostonským přízvukem. Freddy jde za číšníkem do kuchyně a zřejmě ho zmlátí. Bart, který se schovává pod kuchyňským stolem, je tajně svědkem skutečného zvratu událostí. Předtím si Bart dokonce ukousne z velkého čtverečku rýžových křupek, který se měl hostům podávat. 
Freddy je obviněn z napadení a ublížení na zdraví a postaven před soud. Zdá se, že celé město věří Freddyho vině, zejména poté, co Freddy ztratí nervy s vlastním advokátem. Bart ví opak a přizná se Líze, že je jediným svědkem, který může prokázat Freddyho nevinu, ale se zdráhá svědčit, protože by se to rovnalo přiznání, že chodil za školu, a bojí se trestu Skinnera, který má v plánu hodit po něm knihu, pokud zjistí, že Bart byl za školou. 
U soudu se porota skládá z Homera, Skinnera, Krtkovice, Neda, Heleny, Jaspera, Patty, Apua a Akiry. Číšník si najme Lionela Hutze jako svého advokáta. Zbytek poroty má v úmyslu Freddyho odsoudit, ale Homer odevzdá jediný nesouhlasný hlas, což vede k patové situaci. Porota se usadí v hotelu s bezplatnou pokojovou službou a kabelovou televizí; jediným důvodem, proč Homer způsobil patovou situaci, je, že si může užívat luxusního ubytování v hotelu. 
U soudu Líza přesvědčí Barta, aby svědčil. Bart soudu řekne, že Freddy číšníka nenapadl; místo toho se číšník zranil sám při sérii nešikovných akcí. Číšník rozhořčeně popírá, že by byl nešikovný. Vstane, aby protestoval, zakopne o židli a vypadne z okna do nákladního auta s otevřenou střechou plného pastí na krysy. Na otázku, jak se stal svědkem incidentu, když měl být ve třídě, Bart neochotně přizná, že vynechal školu a začne se bát svého trestu od Skinnera. Freddy je zproštěn všech obvinění. 
Skinner je sice z Bartova vynechání školy nešťastný a plánoval mu dát tři měsíce po škole (později to změnil na čtyři), chválí však Barta za jeho poctivost, díky níž zabránil tomu, aby nevinný člověk šel do vězení. Poté, co je porota propuštěna, Homer ukradne z hotelového pokoje vše, co v něm bylo, a přemístí to ve své ložnici.

## Produkce
Díl napsal John Swartzwelder a režíroval jej Jeffrey Lynch. Výkonnému producentovi Davidu Mirkinovi se líbilo, že celá situace, kdy Bart vidí, jak se číšník zraní, a neřekne pravdu, souvisí s Homerovou zápletkou v tom smyslu, že způsobí, že Homer se dostane do poroty a pak se stará jen o to, aby šel do hotelu. Podle Mirkina to „fungovalo opravdu dobře“. Novou postavu Freddyho namluvil dabér Dan Castellaneta, který také propůjčil hlas starostovi Quimbymu. Freddy dostal stejný typ lícních kostí a nosu jako Quimby, aby si byli podobní. Když Bart utíká před Skinnerem, byl znovu použit záběr Barta běžícího z kopce z dílu čtvrté řady Vzhůru na prázdniny spolu se záběrem Barta utíkajícího z epizody třetí série Spasitel zabijákem.

## Kulturní odkazy
Během jízdy vězeňským autobusem se Bart podívá z okna a zdá se mu sen, ve kterém je on, Huckleberry Finn a Abraham Lincoln na voru plujícím po řece ve Springfieldu. Mirkin řekl, že Swartzwelder vždy rád vkládal do svých vtipů prezidenty a toto byla jen jedna z jeho mnoha narážek na Lincolna. Scéna, v níž Skinner pronásleduje Barta, si hodně vypůjčuje z filmu Westworld, zejména scéna se Skinnerem kráčejícím přes řeku. Režisér David Silverman řekl, že Lynch a jeho kolega Brad Bird se na Westworld „dlouho a pečlivě dívali“, aby se ujistili, že animace ve scénách se filmu co nejvíce podobá. O parodii na Westworld Mirkin řekl: „Znovu vám chci ukázat, o jakou spolupráci se jedná: animátoři se podívali na Westworld a ujistili se o animaci, a pak jsme se ujistili, že (skladatel Simpsonových) Alf Clausen dostal geniální soundtrack z filmu. Vložil do toho spoustu detailů, díky nimž se soundtracky opravdu shodují.“.
Bartovo tvrzení filmové hvězdě a opakující se postavě Rainiera Wolfcastla (parodie na Arnolda Schwarzeneggera), že jeho poslední film nestál za nic, a následné tvrzení náčelníka Wigguma odkazují na film Poslední akční hrdina, ve kterém Schwarzenegger hrál s kouzelnými lístky a který byl kritikou odsouzen. Kromě toho se Wolfcastlova manželka jmenuje Maria; Schwarzeneggerovou manželkou v té době byla Maria Shriverová. Tvůrce Matt Groening má cameo roli soudního ilustrátora v Quimbyho procesu. Je vidět, jak se podepisuje na jeho náčrtek. Během soudního procesu Bart vtipkuje: „Systém funguje. Jen se zeptejte Clause von Bülowa.“. Jedná se o narážku na britského společenského prominenta, který byl obviněn z pokusu o vraždu, ale po dvou soudních procesech byl osvobozen. Z dvanácti porotců je Homer jediný, kdo hlasuje „nevinen“, čímž rozzlobí ostatních jedenáct; soudní proces končí tím, že Freddy je shledán nevinným. Jedná se o odkaz na film Dvanáct rozhněvaných mužů.
Během procesu si Homer v duchu zpívá znělku firmy Meow Mix, která vyrábí krmivo pro kočky. Jasper, jeden z porotců, chce, aby soud skončil a on mohl jít domů a dívat se na televizi. Říká, že dnes večer „pes z Frasiera bude jezdit na delfínovi ze Strážce moře“. Jak Frasier, tak Strážce moře byli velmi populární na stanici NBC, která byla po většinu 90. let nejsledovanější stanicí ve Spojených státech. V hotelu se Homer dívá na nový „režisérský sestřih“ rodinného filmu Zachraňte Willyho! z roku 1993, ve kterém je Jesse rozdrcen titulní velrybou. Homer se u Skinnera v hotelu ubytuje a v narážce na televizní seriál Podivný pár Skinner při úklidu pokoje sebere deštníkem z podlahy nedopalek doutníku, stejně jako to dělá Tony Randall v úvodních titulcích tohoto seriálu.

## Přijetí

### Kritika
Po odvysílání epizoda získala od televizních kritiků převážně pozitivní hodnocení. 
Autoři knihy I Can't Believe It's a Bigger and Better Updated Unofficial Simpsons Guide, Warren Martyn a Adrian Wood, epizodu chválili za to, že obsahuje „nezapomenutelnou hostující postavu francouzského číšníka Monsieura Lacosse, dvě skvělé groteskní pasáže zahrnující totéž a ukazuje ředitele Skinnera – pronásledujícího Barta po horách jako ‚nevzdávajícího se školáka‘ a přiznávajícího, že je v některých ohledech ‚malicherný, malý člověk‘ – ve zvlášť dobré formě“.
Colin Jacobson z DVD Movie Guide se domníval, že Freddy Quimby „je dost možná nejnepříjemnější postava, která řadu ozdobila – zábavným způsobem, i když Freddyho podrážděnost ho činí méně zábavným než jeho strýce. Je však poněkud zarážející, že Skinner po posledním díle tak rychle obnovil svou nechuť k Bartovi. Je zábavné sledovat jeho nadlidské schopnosti při pronásledování Barta a tajemné aspekty seriálu pomáhají k tomu, že je velmi dobrý. Když k tomu připočteme Homera v porotě, je to ještě větší zábava.“
Patrick Bromley z DVD Verdict udělil dílu hodnocení A za její „vynikající kousky naházené dohromady, které z něj vtip za vtipem dělají jeden z nejzábavnějších dílů řady“.
V roce 2007 ji Patrick Enright z Today.com označil za svou desátou nejoblíbenější epizodu seriálu. Řekl, že je dokonalým příkladem „veselé nahodilosti“ pořadu díky vtipům, jako je Homer zpívající znělku kočičího krmiva Meow Mix, a scéně, v níž Homer zjistí, že pokud porota skončí na mrtvém bodě, budou izolováni v luxusním hotelu. Homer své rozhodnutí být jediným nesouhlasícím hlasem zdůvodňuje slovy: „Dělám jen to, co považuji za správné. Myslím si, že Freddy Quimby by odsud měl odejít jako svobodný hotel (když měl říct ‚svobodný člověk‘).“.
Server Entertainment.ie epizodu zařadil mezi 10 nejlepších dílů Simpsonových.

### Sledovanost
V původním vysílání skončil díl v týdnu od 2. do 8. května 1994 na padesátém místě v žebříčku sledovanosti s ratingem agentury Nielsen 10,1, což odpovídá přibližně 9,5 milionu diváckých domácností. Byl to pátý nejlépe hodnocený pořad na stanici Fox v tomto týdnu, po seriálech Ženatý se závazky, Living Single, Melrose Place a Beverly Hills 90210.